# Limotettix glomerosa
Limotettix glomerosa är en insektsart som beskrevs av Ball 1910. Limotettix glomerosa ingår i släktet Limotettix och familjen dvärgstritar. Inga underarter finns listade i Catalogue of Life.